# Yinliu
Yinliu är en köping i Kina. Den ligger i storstadsområdet Tianjin, i den norra delen av landet, omkring 98 kilometer norr om stadens centrum.